# Lissodema heyana
Lissodema heyana là một loài bọ cánh cứng trong họ Salpingidae. Loài này được Curtiss miêu tả khoa học năm 1833.